# Robert Russell Bennett
Robert Russell Bennett (Kansas City, 15 giugno 1894 – New York, 18 agosto 1981) è stato un compositore e arrangiatore statunitense, noto per le sue orchestrazioni di musiche di scena da ben note opere liriche e musical di Broadway e Hollywood composte da George Gershwin, Irving Berlin, Cole Porter e altri.

## Filmografia
- La vita di Vernon e Irene Castle (The Story of Vernon and Irene Castle), regia di H.C. Potter (1939)
- Il canto del fiume (Swanee River), regia di Sidney Lanfield (1939)
- Le schiave della città ((Lady in the Dark) di Mitchell Leisen - orchestrazione (1944)

## Spettacoli teatrali
- Ziegfeld Follies of 1936 - orchestrazione (Broadway, 30 gennaio 1936)

## Premi Oscar Miglior Colonna Sonora

### Vittorie
- Oklahoma! (1956)

### Nomination
- Tragedia sul Pacifico (1939)